# Andy Milligan
Andrew Jackson Milligan Jr. (Saint Paul, 31 gennaio 1929 – Los Angeles, 3 giugno 1991) è stato un regista e produttore cinematografico statunitense di film a basso costo, molto attivo negli anni sessanta e settanta.
Insieme a Ed Wood è considerato uno dei peggiori registi della storia del cinema

## Biografia

### I primi anni
Milligan nasce da una famiglia alquanto problematica: il padre, Andrew Milligan Sr., un colonnello dell'esercito statunitense, per lavoro si deve trasferire spesso da una base militare all'altra, trascinando con sé tutta la famiglia. I continui traslochi creano non pochi problemi al giovane Andy, un bambino dal carattere introverso e difficile. Come se questo non bastasse il padre è un uomo molto violento, alcolizzato ed è solito picchiare i figli e la moglie Marie Gladys Hull, una casalinga obesa e con problemi psicologici.
Finito il liceo Andy si arruola per un breve periodo nell'esercito e successivamente si stabilisce a New York.
Nei primi anni cinquanta intraprende la carriera d'attore in piccole produzioni teatrali e televisive, arrivando persino ad interpretare una piccola parte in un'importante produzione di Broadway: la commedia The Girl on the Via Flaminia.
In quegli anni è un habitué del Caffè Cino, un bar nel Greenwich Village frequentato in maggioranza da gay. Fra i suoi amici ci sono Lanford Wilson, Tom Eyen, e John Guare, il futuro autore di Sei gradi di separazione, e la giovane attrice Hope Stansbury, che bazzica anche la Factory di Andy Warhol ed era stata per un certo periodo amica intima di Candy Darling.

### L'esordio:Vapors
Proprio insieme alla Stansbury, Milligan scrive Vapors, il suo primo mediometraggio, completamente ambientato nel famigerato St. Mark's Baths, una delle saune più famose di New York, girato con uno stile semi-documentaristico chiaramente ispirato ai film prodotti da Warhol. Il film racconta la storia di Thomas, un giovane omosessuale che entra per la prima volta in una sauna gay, dove viene a contatto con un'ampia gamma di personaggi: il giovane prostituto, la checca appariscente, fino all'immancabile gay represso sposato con figli.
Il film è interpretato da amici del regista come Gerald Jacuzzo e Hal Borse, che in seguito appariranno anche in altre sue opere.
Il film non riscuote alcun successo: rimarrà praticamente dimenticato fino al 2000, quando la riedizione in DVD riceverà ottime critiche, soprattutto dalla stampa specializzata.

### Le prime opere
Se il grande pubblico sembra ignorare il primo sforzo produttivo di Milligan, il produttore William Mishkin, famoso per i suoi film a bassissimo budget e ad alto contenuto di sesso e violenza, ne rimane invece favorevolmente colpito, tanto da metterlo sotto contratto e da affidargli la regia di diverse pellicole. Al giovane Andy viene lasciata la massima libertà artistica a patto che spenda il meno possibile. Milligan realizza così undici opere, tutte girate in 16 millimetri, di cui cura sceneggiatura montaggio, cucendo spesso anche i costumi. Sempre per risparmiare, Milligan coinvolge nei suoi film amici, conoscenti o amanti occasionali.
In queste sue prima opere, andate per la maggior parte perdute, Milligan alterna drammi ambientati nei bassifondi di New York a horror molto violenti. Questi film, sempre popolati da personaggi ambigui e in cui non mancano mai scene di sesso estremo o d'incesto, sono spesso molto approssimativi e tecnicamente carenti, ma si distinguono per l'incredibile realismo e uno studio dei personaggi non comune.
Anche se Milligan non si è mai considerato un autore, ha sempre prestato una grande attenzione al proprio mestiere e alla propria arte. Spesso ripeteva che:
Per conto mio, io scrivo moltissimi dialoghi. [...]
Bisogna seguire la propria strada e, se si diventa bravi, il pubblico se ne renderà conto. Se ti mantieni integro, esisterai per sempre, sopravviverai. Se fai solo del commercio non puoi durare più di sette o otto anni.»

### A Londra
Terminato il contratto con Mishkin, alla fine degli anni sessanta Milligan si trasferisce a Londra, dove dirige alcuni horror in costume, come Torture Dungeon o The Body Beneath, che riscuotono un ottimo successo.
Nel 1971 si avventura per la prima volta nel genere porno realizzando Dragula, una curiosa rilettura del mito del vampiro rumeno, in chiave gay. Il vecchio conte, interpretato dall'amico Joe Downing, mette alla prova i suoi due figli: uno, stupidotto ma buono, è interpretato da Hal Borske, all'epoca compagno di Milligan, mentre l'altro, arrogante e malvagio, è interpretato da Casey Donovan, star nascente dei film per soli adulti. Come spesso accade nell'industria pornografica, Milligan firma il film con lo pseudonimo di Jim Moss. Il film risulta a tutt'oggi perduto.
Sempre nel 1971, mentre è intento a girare un film incentrato su una famiglia di licantropi, negli Stati Uniti ottiene un inaspettato successo Willard, un horror a budget limitato che ha come protagonista un'orda di topi assassini. Milligan fiuta subito la possibilità di sfruttare il successo di Willard per ottenere pubblicità gratuita: rimonta così il suo film in fretta e furia, aggiungendo venti minuti di nuove scene in cui appaiono topi assassini. Il film, distribuito con il titolo The Rats Are Coming! The Werewolves Are Here! ("Arrivano i ratti! I lupi mannari sono qui!") ottiene un incredibile successo. I produttori riescono a vendere la pellicola in moltissimi paesi, compresa l'Italia, dove viene distribuito con l'improbabile titolo L'invasione degli ultratopi.

### Gli anni settanta
Negli anni settanta Milligan continua a dirigere horror, ma il declino dei drive-in e in genere del cinema horror-trash lo spinge ad abbandonare il cinema per dedicarsi ad altre attività, fra cui la direzione di alcuni teatri e la gestione di un cinema di seconda visione.

### Anni ottanta: il declino
Alla fine degli anni ottanta, spinto anche da motivi economici, torna a dirigere ma ormai l'entusiasmo è svanito e i film risultano molto meno godibili. Unica eccezione è Monstrosity, del 1989, rilettura personalissima del mito del dottor Frankenstein, in cui Milligan, malgrado la pochezza dei mezzi, ritrova i temi a lui più congeniali, firmando così un film che può essere considerato il suo testamento spirituale.

### Vita privata
Malgrado fosse gay dichiarato Milligan si era sposato con l'attrice Candy Hammond. Entrambi non presero il matrimonio molto sul serio, tanto che si racconta che Milligan abbia passato la sua prima notte di matrimonio in giro per i bar gay di New York a festeggiare con il suo fidanzato di allora, e con altri amici intimi. Il matrimonio durò comunque pochissimo.
Durante la sua vita Milligan aveva avuto diversi rapporti stabili con uomini, di solito più giovani di lui, ad esempio Dennis Malvasi, un ex militare reduce del Vietnam che per un certo periodo aiutò Milligan nella realizzazione dei suoi film.
Forse il più importante rapporto nella vita di Milligan è stato quello con Wayne Keeton, ex prostituto originario della Louisiana, che gli amici avevano soprannominato "Wayne lo stuzzicadenti umano", per via del suo fisico segaligno. Il carattere buono e accondiscendente di Wayne ben si integrava con l'indole sanguigna e dominatrice di Andy: Milligan era un amante del sadomaso e, in genere, del sesso estremo, e spesso coinvolgeva altre persone nel suo ménage familiare.
Nel 1989 Wayne muore di AIDS. Milligan, terribilmente scosso dalla perdita del compagno, smette di lavorare e si chiude in se stesso. In poco tempo finisce i pochi risparmi accumulati negli anni e la sua salute peggiora rapidamente. Il 3 giugno del 1991 muore anch'egli di AIDS, all'età di 62 anni.

## Filmografia
- Vapors (1963)
- The Naked Witch (1964) (perduto)
- Compass Rose (1967) (perduto)
- The Degenerates (1967) (perduto)
- Liz (1967) (perduto)
- Depraved! (1967) (perduto)
- Kiss Me, Kiss Me, Kiss Me! (1968) (perduto)
- The Ghastly Ones (1968)
- Tricks of the Trade (1968) (perduto)
- The Filthy Five (1968) (perduto)
- Seeds (1968)
- Gutter Trash (1968) (perduto)
- Nightbirds (1969)
- La camera della tortura (1969)
- Macellai (Bloodthirsty Butchers) (1970)
- Guru, the Mad Monk (1970)
- The Body Beneath (1970)
- Dragula (1971) (perduto)
- L'invasione degli ultratopi (The Rats Are Coming! The Werewolves Are Here!) (1972)
- L'uomo con due teste (1972)
- Fleshpot on 42nd Street (1972)
- Blood (1974)
- Legacy of Blood (1978)
- Carnage (1983)
- The Weirdo (1989)
- Monstrosity (1989)
- Surgikill (1990)